# Никлас Роест
Никлас Роест (норв. Niklas Roest — Осло, 3. август 1986) професионални је норвешки хокејаш на леду који игра у нападу на позицијама левог крила.
Члан је сениорске репрезентације Норвешке за коју је на међународној сцени дебитовао на светском првенству 2014. године. Годину дана касније учествовао је и на олимпијским играма као члан норвешког олимпијског тима (на играма ЗОИ 2014. у Сочију).
Готово целокупну каријеру провео је играјући за Спарту из Сарпсборга, тим са којим је освојио једну титулу првака Норвешке (у сезони 2010/11). 